# لیتوهور
لیتوهور (به چکی: Litohoř) یک منطقهٔ مسکونی در جمهوری چک است که در منطقه تربیچ واقع شده‌است.
 لیتوهور ۷٫۵ کیلومتر مربع مساحت و ۵۷۹ نفر جمعیت دارد و ۴۶۴ متر بالاتر از سطح دریا واقع شده‌است.